# The Land Is Inhospitable and So Are We
The Land Is Inhospitable and So Are We —en español «La Tierra es Inhóspita y Así Somos Nosotros»— es el séptimo álbum de estudio de la cantautora nipo-estadounidense Mitski. El elepé elogiado por la crítica se lanzó bajo su sello discográfico el 15 de septiembre de 2023.
En el período previo del lanzamiento del álbum, se estrenaron dos sencillos: el primero "Bug Like An Angel" y luego "Star b/w Heaven", un sencillo de dos pistas. Después del éxito imprevisto del tema "My Love Mine All Mine", aquella canción también se lanzó como sencillo, y desde entonces, se ha convertido en una de las canciones más conocidas de su carrera.

## Influencias y grabación
En una declaración sobre el disco, Mitski dijo que era su "álbum más americana"y que se influyó por las bandas sonoras de películas de Spaghetti western y también por las obras de Arthur Russell, Igor Stravinsky, Scott Walker, Caetano Veloso, y Faron Young.
Junto a su productor y colaborador de hace mucho tiempo Patrick Hyland, Mitski grabó el álbum en Bomb Shelter Studios en Nashville, EE. UU. y en Sunset Sound en Los Ángeles, EE. UU.. En varias pistas del álbum aparece un coro de 17 personas arreglado por ella, y una orquesta dirigido por Drew Erickson, quien también ha trabajado con otras estrellas indie tales como Lana Del Rey y Weyes Blood en sus obras respectivas.

## Promoción
Mitski reveló el título del álbum y fecha del lanzamiento del primer sencillo, "Bug Like an Angel", vía su boletín informativo el 23 de julio de 2023 y el primer sencillo "Bug Like An Angel" se lanzó tres días después, acompañado por un vídeo de música dirigido por Noel Paul. Un mes después de ese sencillo, "Heaven" debutó en BBC Radio 1 el 23 de agosto, y se lanzó junta a "Star", como un sencillo de doble cara. "My Love Mine All Mine" también fue lanzado como sencillo por su popularidad creciente, gracias a su uso en las redes sociales como TikTok, y luego entró en el Billboard Hot 100 en la posición 76.

#### "Amateur Mistake Tour"conciertos acústicos y partidos de escuchar
Mitski anunció una serie de cuatro eventos íntimos en Norteamérica después del lanzamiento del álbum en los que Mitski estaría acompañada por una orquesta interpretando su álbum en vivo, y también anunció 6 otras fechas de concierto en el R.U.(Edimburgo, Mánchester, y Londres), Alemania, Francia, y los Países Bajos en octubre de 2023. En ciertos cines el 7 de septiembre (y también en Cosmo Planetarium Shibuya, Tokio una semana después) habían eventos de escuchar de programa doble en los que sus fans pudieron escuchar el álbum en completo y luego ver una película escogida por Mitski.

## Acogida crítica y las listas de éxito
El álbum fue elogiado por la crítica, con una puntuación media de 90 en Metacritic, basada en 24 reseñas críticas, poniéndolo en la octava posición de los álbumes mejor valorados de 2023 en Metacritic.
Entró en la duodécima posición en el Billbord 200, en la segunda posición en la lista de álbumes independientes en los Estados Unidos y también en el Reino Unido, y en la 43.ª posición en la lista de álbumes españoles de PROMUSICAE.

## Lista de canciones
The Land Is Inhospitable and So Are We · Lista de Canciones
| N.º   | Título                  | Duración |  |
| 1.    | «Bug Like an Angel»     | 3:32     |  |
| 2.    | «Buffalo Replaced»      | 2:40     |  |
| 3.    | «Heaven»                | 3:44     |  |
| 4.    | «I Don't Like My Mind»  | 2:25     |  |
| 5.    | «The Deal»              | 3:52     |  |
| 6.    | «When Memories Snow»    | 1:44     |  |
| 7.    | «My Love Mine All Mine» | 2:18     |  |
| 8.    | «The Frost»             | 2:48     |  |
| 9.    | «Star»                  | 2:59     |  |
| 10.   | «I'm Your Man»          | 3:30     |  |
| 11.   | «I Love Me After You»   | 2:49     |  |
| 32:21 |                         |          |  |